# Jordi Pericot i Canaleta
Jordi Pericot i Canaleta (el Masnou, Maresme, 16 de novembre de 1931) és un artista plàstic i dissenyador català.

## Biografia
Germà del pintor i escenògraf Santiago Pericot i Canaleta i fill de Maria Canaleta i Abellà, estudià a l'Escola Normal de Barcelona i a la facultat de lletres i a l'escola de Belles Arts de Tolosa de Llenguadoc. Es llicencià en filosofia per la Universitat de Barcelona i llengua francesa per la Universitat de Tolosa. També va assolir el títol de doctor en història de l'art per la Universitat de Barcelona.
El 1958 marxa a França, on s'introdueix en les tècniques del cinema experimental i inicia la seva trajectòria artística. Entre 1960 i 1967 visqué a París i es dedicà a l'art, a l'ensenyament i al cinema experimental.
A finals dels anys seixanta, prioritza el camp més teòric i de recerca docent. L'any 1968, de nou a Barcelona, fou nomenat director de l'escola de disseny ELISAVA (càrrec que mantindrà fins al 1980), on començà una llarga recerca sobre la comunicació visual que culminà en una tesina dedicada a aquesta especialitat. A Barcelona manté una activitat artística i cultural destacada, especialment en la recerca de l'art cinètic. Crea el grup MENTE ("Mostra Espanyola de Noves Tendències Estètiques"), que agrupa personalitats com Oriol Bohigas, Ricard Bofill, Ricard Salvat, Mestres Quadreny o Daniel Giralt-Miracle, i hi introdueix els conceptes que havia conreat a París en la creació artística participativa i no comercial.
L'any 1972 representa Espanya a la XXXVI Biennal de Venècia, oportunitat que li obre una porta al camp internacional de l'art.
L'any 1980 esdevé catedràtic de disseny a la Universitat de Barcelona (1980-1991). L'any 1984
presentà la seva tesi per ser doctor en Història de l'Art, La imatge visual i la interacció de llenguatges en l'acte de comunicació, sota la direcció d'Alexandre Cirici Pellicer.
Més tard, arribà a catedràtic de comunicació audiovisual a la Universitat Pompeu Fabra (1991-2001), on és nomenat posteriorment vicerector, i després professor emèrit. A més a més, és membre numerari de la Reial Acadèmia de Belles Arts de Barcelona, membre corresponent de la Real Academia de Bellas Artes de Santa Isabel de Hungría de Sevilla i Medalla d'Or del Mèrit Cultural de la Ciutat de Barcelona.

## Obra
La seva obra plàstica tracta d'anar més enllà de la pura investigació òptica i cinètica per tal d'aconseguir una anàlisi de les lleis perceptives i el seu valor comunicatiu. Mitjançant la forma i el color, el buit i la llum, elabora diverses construccions tridimensionals sotmeses a les lleis de permutació, variació i reiteració.
Ha exposat a Barcelona, Madrid, Bilbao, les Canàries, València, França, Alemanya, Itàlia i EUA. Actualment, la seva obra està representada als museus d'art contemporani de Madrid, Ottawa, Sevilla, Iowa, Eivissa, Helsinki i Santiago de Xile, entre d'altres. Al Masnou, on va néixer i créixer, hi té dedicat un espai anomenat "Espai d'Art Cinètic Jordi Pericot", dins del Museu Municipal de Nàutica del Masnou. Es tracta de l'únic espai permanent dedicat a l'autor i de l'única col·lecció permanent d'art cinètic de l'Estat Espanyol.